# Tomasz Schuchardt
Tomasz Schuchardt (nacido el 18 de septiembre de 1986) es un actor polaco. Ha aparecido en más de veinte películas desde 2007.

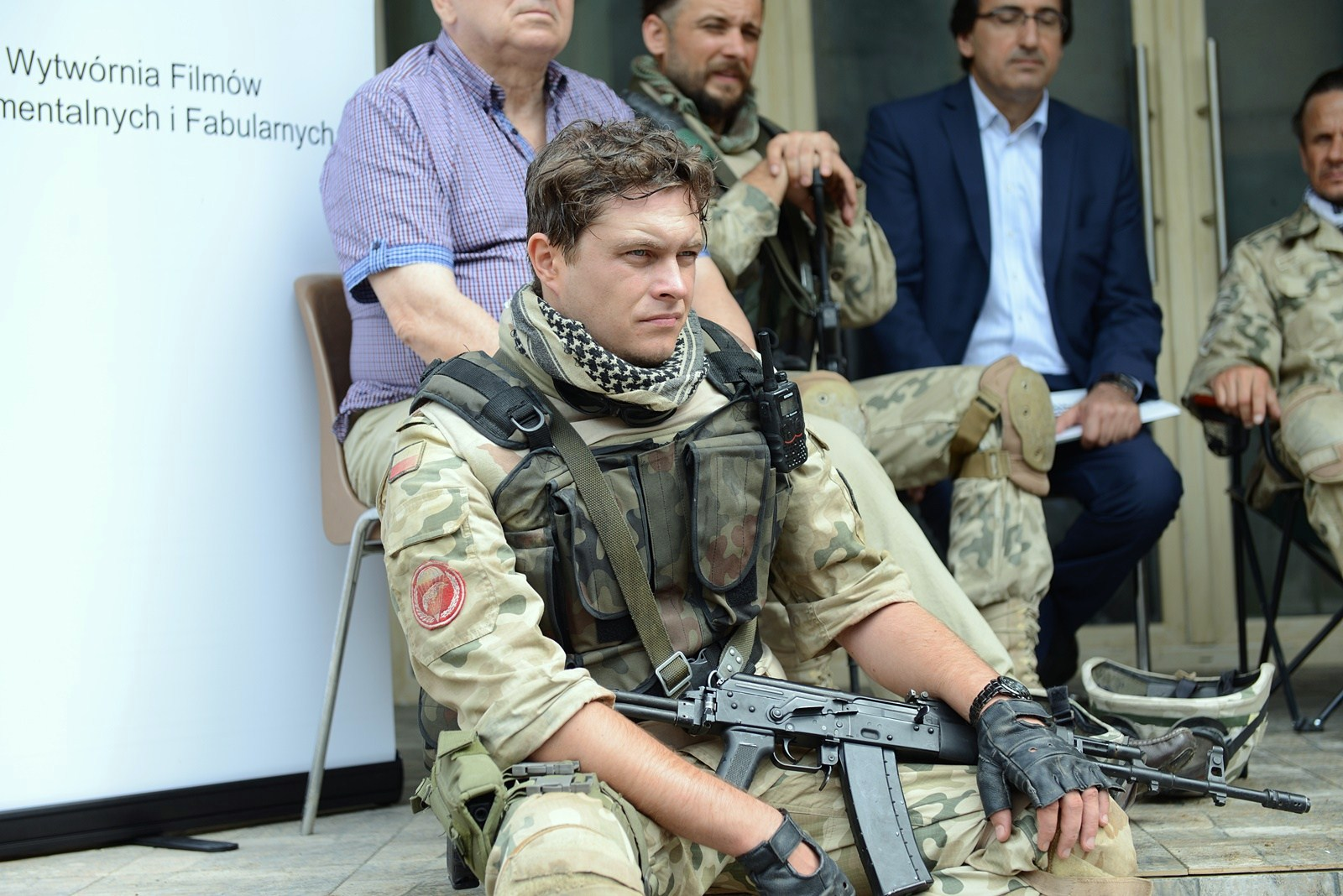
Tomasz Schuchardt en el set de filmación de Karbala

## Filmografía seleccionada
| Año  | Título            | Papel              |
| ---- | ----------------- | ------------------ |
| 2011 | Sala Samobójców   | Guardaespaldas     |
| 2012 | You Are God       | Fokus              |
| 2013 | Amarás al prójimo | Blondi             |
| 2014 | In the Name Of    |                    |
| 2014 | Miasto 44         | Kobra              |
| 2015 | Karbala           | Sobanski           |
| 2016 | Demon             | Jasny              |
| 2019 | Piłsudski         | Aleksander Prystor |